# Classics (album d'Era)
Pour les articles homonymes, voir Classics.
Albums de Era
Reborn
(2008) Classics II
(2010)
Classics est le 5e album du groupe Era, sorti en 2009. Il succède à l'album Reborn, paru un an et demi plus tôt.

## Liste des pistes
1. Caccini + Redemption + Ave Maria
2. Vivaldi + Sunset drive + Spring  Four seasons
3. Verdi + Arising force + Nabucco
4. Verdi + The chosen path + La Forza del destino
5. Bach + Ritus pacis + Concerto n°3 (en réalité l'Aria de la Suite pour orchestre n°3)
6. Mahler + Adagietto + 5th Symphony
7. Haendel + Dark wonders + Sarabande & Ombra mai fu
8. Vivaldi + Winds of hope + Winter / Four seasons
9. Levi + Sombre day
10. Barber + Adagio for strings